# جوزپه بروماتی
جوزپه بروماتی (ایتالیایی: Giuseppe Brumatti؛ ۱۹ نوامبر ۱۹۴۸ – ۲۱ ژانویه ۲۰۱۱) بازیکن بسکتبال اهل ایتالیا بود. وی در بازی‌های المپیک تابستانی ۱۹۷۲ و ۱۹۷۶ شرکت کرده‌است.